# ГЕС Хода-Афарин
ГЕС Хода-Афарин — гідроелектростанція, на північному заході Ірану та південному заході Азербайджану. Знаходячись після ГЕС Аракс (44 МВт), становитиме нижній ступінь каскаду на річці Аракс, яка тече до Каспійського моря, утворюючи кордон між Вірменією, Азербайджаном та Іраном. 
Проект спорудження гідрокомплексу на кордоні СРСР та Ірану склали ще у 1982-му. В першій половині наступного десятиліття цей район під час війни за Нагірний Крабах потрапив під вірменський контроль, що втім не завадило Ірану за погодженням з самопроголошеною НКР розпочати у 1999-му будівництво. В 2008-му була завершена земляна гребля висотою 64 метри та довжиною 400 метрів, яка утворила водосховище з об'ємом 1612 млн м3 (корисний об'єм 1495 млн м3).
Згодом гребля має бути доповнена двома машинними залами з чотирма турбінами (по дві для кожної сторони) типу Каплан потужністю по 51 МВт. Вони використовуватимуть напір у 41,5 метра та забезпечуватимуть виробництво 550 млн кВт-год електроенергії на рік. В 2016-му іранська сторона уклала угоду на постачання двох турбін та двох генераторів з планованим терміном введення станції в експлуатацію у 2019 році.
Окрім виробництва електроенергії, комплекс забезпечуватиме зрошення 75 тисяч гектарів земель на іранській стороні. Станом на середину 2010-х іригаційна система, вартість якої оцінювалась у 1 млрд доларів США, також була не завершена.
19 травня 2024 року ГЕС Хода-Афарин була введена в експлуатацію під час урочистого відкриття ГЕС Гіз-Галаси, на якій були присутні президент Азербайджану Ільхам Алієв та президент Ірану Ібрагім Раїсі. 
Повідомляється, що водосховище Хода-Афарин містить 503 млн м³ води, що становить 40% його загальної ємності. 

Очікується, що обидві станції вироблятимуть 368 мільйонів кВт-год щорічно. 